# Gyurkovics fiúk (film)
A Gyurkovics fiúk 1941-ben bemutatott fekete-fehér magyar játékfilm Hamza D. Ákos rendezésében. Hamza játékfilmrendezőként ezzel a filmmel mutatkozott be. A film alapja Herczeg Ferenc 1895-ben megjelent regénye, a hasonló című A Gyurkovics fiúk volt.

## Szereplők
- Gyurkovics mama – Vízváry Mariska
- Gyurkovics Gyurka – Benkő Gyula
- Gyurkovics Géza – Szilassy László
- Gyurkovics Milán – Perényi László
- Gyurkovics András – Turáni C. Endre
- Gyurkovics Sándorka – Puskás Tibor
- Nektáriusz bácsi – Rózsahegyi Kálmán
- Jutka, Brenóczy lánya – Turay Ida
- Hetwitz tábornok – Somlay Arthur
- Clarisse – Simor Erzsi
- Brenóczy felesége, a szép Poldi – Árpád Margit
- Dénes, államtitkár – Pataky Jenő
- Dumba, osztrák gárdatiszt – Hajmássy Miklós
- Brenóczy ezredes – Rajnay Gábor
- Zugligeti Lajos, újságíró – Makláry Zoltán
- Kovács hadnagy – ifj. Szécsy Ferenc
- Orfeum táncosnő– Egerváry Bea
- Cservenyákné – Egyed Lenke
- Részeg vendég – Sárossy Andor
- Egy diák – Egressy Attila

További szereplők: Berky József, Eisen Anni, Gonda György, Hajagos Károly, Lontay István, Lányi Marika, Nagykovácsi Ilona, Pataki Ferenc, Pápai Erzsi, Pártos Dezső, Szabó Ferenc, Szalóky Dezső, Zilahy Pál

## Rövid történet
Boldog békeidő, 19. század végi Magyarország. Gyurkovicsné látja el lelki útravalóval az öt fiút, akik most indulnak el hazulról. A legfőbb figyelmeztetés: „Nehogy megnősüljetek fiaim, a mai nehéz időkben!”
Gyurkovics Géza önkéntes katonaként különös körülmények között ismerkedik meg felettese, Brenóczy ezredes lányával, Jutkával, és az ismeretséget pillanatok alatt nagy szerelem követi. Gyurkovics Milán miniszteri segédfogalmazó, fölöttesével és rokonával, Dénes osztályfőnökkel, az Orfeumban katonatiszti társaságban találják Hetwitz Clarisset, aki titokban Dénes menyasszonya, azonban a család nem akarja hozzáadni. Brenóczy ezredes Gézát szabadságra küldi, mert kissé túlzottnak találja a fiatal huszártiszt vonzalmát leánya iránt.
Géza Herkulesfürdőre megy szabadságra, ahol összetalálkozik Milánnal, aki Dénes megbízásából jött Clarissehoz, de ugyancsak itt nyaral a szép Poldi is, Géza szerelmének anyja és amint Jutka értesül arról, hogy Géza is Herkulesfürdőn van, oda utazik, hogy találkozhasson vele. A fürdőhelyen nyaral Clarisse bárónő is, akire Dumba ezredes vigyáz, a kiszemelt kérő. Géza a szép Poldinak udvarol, Milán pedig Clarisse udvarlója lesz.
Jutka megérkezik Herkulesfürdőre és kiderül Géza csapodársága. Jutka édesanyjával megbántva hagyják ott Gézát és utaznak fel Pestre. Azonban ugyanezzel a vonattal jön fel Pestre Géza is, aki meg akarja őket békíteni, valamint Clarisse és két lovagja. Clarisse ráveszi Milánt, tegye lehetővé színpadi fellépését. Ha sikerülne a Szép Helénában a színpadon megjelennie, ez túltenne minden botrányon.
Eljön a nagy nap, mindenki izgalommal várja a pikáns szenzációt. Bárónő a színpadon! Zsúfolt nézőtér várja a botrányt, ami be is következik. Dumba felrohan a nyílt színpadra, de Clarisse kikiáltja a világnak: Én Gyurkovicsot szeretem! Óriási botrány! A Gyurkovics fiúkat külön-külön ünneplik, csak Jutka rohan el boldogtalanul a színházból. Nehezen sikerül csak Gézának meggyőznie Jutkát, hogy nem ő, hanem Milán az a bizonyos Gyurkovics. Hamarosan kiderül, hogy nem is Milán az igazi, hanem Dénes István. A tábornok kénytelen a házasságba beleegyezni. Poldi és Brenóczy ezredes között megszűnik a félreértés, boldogan békülnek ki. Géza és Jutka esküvőjén együtt van az öt fiú és a hét lány.

## Kapcsolódó szócikk
- Hamza Múzeum